# Paul Davies
Paul Charles William Davies (Londres, 22 de abril de 1946) es un físico, escritor y locutor británico reconocido a escala internacional. Ocupa el cargo de profesor en la Universidad Estatal de Arizona, donde dirige el instituto BEYOND: Center for Fundamental Concepts in Science. Anteriormente ha ocupado cargos académicos en la Universidad de Cambridge, Universidad de Londres, Universidad de Newcastle, Universidad de Adelaida y en la Universidad de Macquarie, Sídney. Sus investigaciones se centran en el campo de la cosmología, teoría cuántica de campos, y astrobiología. Davies considera que un viaje de solo ida a Marte es una opción viable.
En 2005 asumió como Presidente del Grupo de Trabajo de Postdetección del SETI de la Academia Internacional de Astronáutica.
Davies es también miembro de la Sociedad Internacional Para la Ciencia y la Religión y de la Royal Society of Literature del Reino Unido.
En febrero de 1999 el asteroide 1992 OG fue llamado oficialmente (6870) Pauldavies en su honor.

## Libros y escritos
Es autor de unos 20 libros, incluyendo La mente de Dios, Otros mundos, Dios y la nueva física, La frontera del infinito, El universo desbocado, Superfuerza, ¿Cómo construir una máquina del tiempo?, Sobre el tiempo, Los últimos tres minutos y Un silencio inquietante.
En un artículo del New York Times del 2007, Davies abordó el tema de la fe en la indagación científica, argumentando que "tanto la religión como la ciencia están basadas en la fe" de un absoluto, y sugiriendo que la búsqueda científica es comparable con la teología de Newton sobre la certeza de que hay leyes eternas impuestas por una "divina providencia".

## Premios
El talento de Davies como divulgador científico ha sido reconocido en Australia con un Advance Australia Award y dos Eureka Prizes.
En el Reino Unido con la 2001 Kelvin medal and prize por el Instituto de Física, y en el 2002 el Premio Faraday por la Royal Society.
Por sus contribuciones a implicaciones profundas de la ciencia, Davies recibió el Templeton Prize en 1995.

## Ediciones en español
- Davies, P. C. W. (2011). Un silencio inquietante: la nueva búsqueda de inteligencia extraterrestre. Crítica. ISBN 978-84-9892-184-7.
- El quinto milagro. Planeta-De Agostini. 2004. ISBN 978-84-674-1234-5.
- Los últimos tres minutos: conjeturas acerca del destino final del universo. Editorial Debate. 2001. ISBN 978-84-8306-444-3.
- El Espacio y el Tiempo en el Universo Contemporáneo. Fondo de Cultura Económica. 1996. ISBN 9789681613105.[4]
- En busca de las ondas de gravitación. Salvat Editores. 1995. ISBN 978-84-345-8966-7.
- Sobre el tiempo: la revolución inacabada de Einstein. Editorial Crítica. 1995. ISBN 84-7423-798-X.
- El quinto milagro, la búsqueda del origen y significado de la vida. Editorial Crítica. 2000. ISBN 978-84-8432-034-0.
- Biblioteca científica Salvat. T.42. Dios y la nueva física. Salvat Editores. 1994. ISBN 978-84-345-8922-3.
- La frontera del infinito. Salvat Editores. 1994. ISBN 978-84-345-8938-4.
- Otros mundos. Salvat Editores. 1994. ISBN 978-84-345-8943-8.
- Superfuerza. Salvat Editores. 1994. ISBN 978-84-345-8954-4.
- El universo desbocado: del Big Bang a la catástrofe final. Salvat Editores. 1994. ISBN 978-84-345-5852-6.
- La mente de Dios. McGraw-Hill / Interamericana de España. 1993. ISBN 978-84-481-0168-8.
- Bola de fuego. Ediciones Destino. 1989. ISBN 978-84-233-1802-5.
- En busca de las ondas de gravitación. Salvat Editores. 1989. ISBN 978-84-345-8420-4.
- Proyecto cósmico: nuevos descubrimientos acerca del orden del universo. Ediciones Pirámide. 1989. ISBN 978-84-368-0494-2.
- El universo accidental. Salvat Editores. 1989. ISBN 978-84-345-8404-4.
- Dios y la nueva física. Salvat Editores. 1988. ISBN 978-84-345-8402-0.
- La frontera del infinito. Salvat Editores. 1988. ISBN 978-84-345-8367-2.
- Otros mundos. Salvat Editores. 1988. ISBN 978-84-345-8372-6.
- Superfuerza. Salvat Editores. 1988. ISBN 978-84-345-8376-4.
- El universo desbocado. Salvat Editores. 1988. ISBN 978-84-345-8361-0.
- Otros mundos. Antoni Bosch Editor. 1983. ISBN 978-84-85855-22-3.
- Davies, P. C. W.; Brown, J. R. (1995). Supercuerdas: ¿una teoría de todo?. Alianza Editorial. ISBN 978-84-206-0448-0.
- Davies, P. C. W.; Brown, J. R. (1989). El espíritu en el átomo: una discusión sobre los misterios de la física cuántica. Alianza Editorial. ISBN 978-84-206-0421-3.
- Davies, P. C. W.; Gribbin, John R. (1994). Los mitos de la materia. McGraw-Hill / Interamericana de España. ISBN 978-84-481-1754-2.